# Оберт (лунный кратер)
Кратер Оберт (лат. Oberth) — крупный древний ударный кратер в северном полушарии обратной стороны Луны. Название присвоено в честь немецкого учёного и инженера Германа Оберта (1894—1989)  и утверждено Международным астрономическим союзом в 1997 г. Образование кратера относится к нектарскому периоду.

## Описание кратера

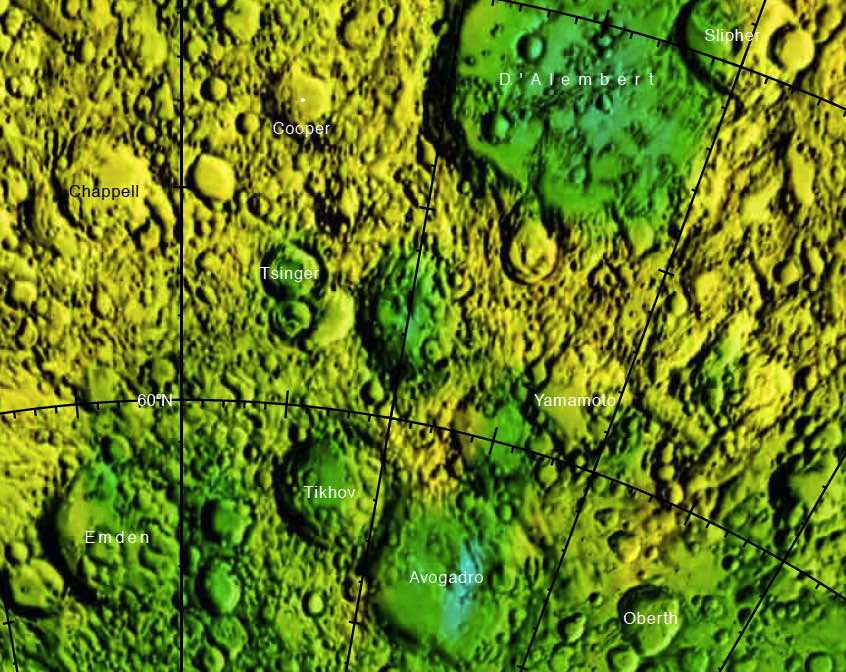
Окрестности кратера Оберт. Фрагмент карты обратной стороны Луны.

Ближайшими соседями кратера являются кратер Гамов на западе-северо-западе; кратер Скьеллеруп на севере; кратер Авогадро на востоке; кратер Ямамото на юго-востоке и кратер Штермер на юго-западе. Селенографические координаты центра кратера 62°29′ с. ш. 154°50′ в. д. / 62,49° с. ш. 154,84° в. д., диаметр 49,5 км, глубина 2,7 км.
Кратер Оберт имеет несколько эллиптичную форму, вытянутую с северо-запада на юго-восток, с небольшими выступами в северо-восточной и южной части. Вал сглажен, к северной части вала примыкает несколько кратероподобных понижений местности. Внутренний склон вала неравномерный по ширине, наиболее узкий в северной части, в юго-западной и юго-восточной части склона просматриваются останки террасовидной структуры. Высота вала над окружающей местностью достигает 1210 м, объем кратера составляет приблизительно 3050 км³. Дно чаши относительно ровное, отмечено несколькими маленькими кратерами. Немного севернее центра чаши расположен небольшой холм.
До получения собственного наименования в 1997 г. кратер имел обозначение Ямамото W (в системе обозначений так называемых сателлитных кратеров, расположенных в окрестностях кратера, имеющего собственное наименование).

## Сателлитные кратеры
Отсутствуют.